# Rare (nummer van Selena Gomez)
Rare is een nummer van de Amerikaanse zangeres Selena Gomez van haar gelijknamige derde studioalbum (2020). Het werd samen met het album uitgebracht op 10 januari 2020 als derde single daarvan. Het nummer is geschreven door Gomez, Madison Love, Brett McLaughlin en producers Nolan Lambroza en Simon Says.

## Achtergrond
Het bestaan van het nummer werd voor het eerst onthuld in een live video op Instagram van Gomez op 15 augustus 2018. Later die dag bevestigde Leland zijn betrokkenheid bij het lied. Gomez onthulde verder de songtekst van het lied in een interview met Elle in september 2018. Het nummer werd vervolgens ook gebruikt in de trailer van haar derde album.